# Brevi incontri
Brevi incontri (Короткие встречи) è un film del 1967 diretto da Kira Muratova.